# Далхани, Мейсам
Мейсам Далхани (род. 5 января 1997, Шираз) — иранский борец греко-римского стиля, призёр чемпионатов Азии, чемпион мира. Выступает в полулёгкой весовой категории (до 63 кг). Призёр первенств мира среди юниоров, чемпион Азии и мира среди молодёжи, победитель и призёр международных турниров. В 2020 году стал бронзовым призёром чемпионата Азии в Нью-Дели (Индия). На следующий год в Алма-Ате (Казахстан) на континентальном чемпионате поднялся на ступеньку выше. В том же году стал сильнейшим на чемпионате мира в Осло (Норвегия).